# Walsenburg
Walsenburg è un centro abitato (city) degli Stati Uniti d'America, capoluogo di contea della contea di Huerfano dello Stato del Colorado. Nel censimento del 2000 la popolazione era di 4.182 abitanti.

## Geografia fisica
Secondo i rilevamenti dell'United States Census Bureau, Walsenburg si estende su una superficie di 6,0 km².